# Ectot-lès-Baons
Ectot-lès-Baons è un comune francese di 416 abitanti situato nel dipartimento della Senna Marittima nella regione della Normandia.

## Società

### Evoluzione demografica
Abitanti censiti